# باشان
باشان (عبری: הַבָּשָׁן‎، آوانگاری: ha-Bashan) نام باستانی و کتاب مقدسی ای است که برای شمالی‌ترین منطقه ماورای اردن در کتاب مقدس در طول عصر آهن استفاده می‌شود. باشان در سوریه امروزی واقع شده‌است. بخش غربی آن، که امروزه به نام بلندی‌های جولان شناخته می‌شود، در طول جنگ شش روزه ۱۹۶۷ توسط اسرائیل تصرف شد و در سال ۱۹۸۱ ضمیمه آن شد.